# Гуна (Аляска)
Гуна (англ. Hoonah) також Хунаа (тлінгіт. Xunaa) — місто (англ. city) в США, в окрузі Гуна-Ангун штату Аляска. Населення — 931 особа (2020).

## Географія
Гуна розташована за координатами 58°6′39″ пн. ш. 135°25′32″ зх. д. / 58.11083° пн. ш. 135.42556° зх. д. (58.110820, -135.425471).  За даними Бюро перепису населення США в 2010 році місто мало площу 18,87 км², з яких 15,56 км² — суходіл та 3,32 км² — водойми.

### Клімат
| Клімат : Гуна           | Клімат : Гуна | Клімат : Гуна | Клімат : Гуна | Клімат : Гуна | Клімат : Гуна | Клімат : Гуна | Клімат : Гуна | Клімат : Гуна | Клімат : Гуна | Клімат : Гуна | Клімат : Гуна | Клімат : Гуна | Клімат : Гуна |
| Показник                | Січ.          | Лют.          | Бер.          | Квіт.         | Трав.         | Черв.         | Лип.          | Серп.         | Вер.          | Жовт.         | Лист.         | Груд.         | Рік           |
| Абсолютний максимум, °C | 12,2          | 9,4           | 15,0          | 22,2          | 25,6          | 29,4          | 29,4          | 28,9          | 22,8          | 16,1          | 12,8          | 11,1          | 29,4          |
| Середній максимум, °C   | 0,8           | 2,6           | 4,1           | 8,7           | 13,6          | 16,4          | 17,4          | 17,7          | 14,1          | 8,7           | 3,2           | 1,8           | 9,1           |
| Середній мінімум, °C    | −3,8          | −2,9          | −2,2          | 0,2           | 4,1           | 8,0           | 10,4          | 10,2          | 7,1           | 3,1           | −1,1          | −2,4          | 2,6           |
| Абсолютний мінімум, °C  | −16,1         | −17,8         | −14,4         | −10,6         | −2,8          | −0,6          | 3,9           | 0,6           | −5,6          | −5,6          | −16,7         | −17,2         | −17,8         |
| Норма опадів, мм        | 160           | 98            | 106           | 68            | 67            | 66            | 91            | 120           | 179           | 258           | 185           | 182           | 1581          |
| Днів з опадами          | 18            | 14            | 15            | 15            | 16            | 15            | 18            | 17            | 20            | 24            | 18            | 19            | 209,0         |
| ----------------------- | ------------- | ------------- | ------------- | ------------- | ------------- | ------------- | ------------- | ------------- | ------------- | ------------- | ------------- | ------------- | ------------- |
| Джерело:                |               |               |               |               |               |               |               |               |               |               |               |               |               |

## Демографія
Згідно з переписом 2010 року, у місті мешкало 760 осіб у 305 домогосподарствах у складі 209 родин. Густота населення становила 40 осіб/км².  Було 399 помешкань (21/км²).
Расовий склад населення:
| - 52,5 % — корінних американців - 32,6 % — білих - 0,5 % — азіатів - 0,4 % — чорних або афроамериканців |

До двох чи більше рас належало 13,8 %. Частка іспаномовних становила 3,0 % від усіх жителів.
За віковим діапазоном населення розподілялося таким чином: 20,1 % — особи молодші 18 років, 66,0 % — особи у віці 18—64 років, 13,9 % — особи у віці 65 років та старші. Медіана віку мешканця становила 44,6 року. На 100 осіб жіночої статі у місті припадало 114,7 чоловіків;  на 100 жінок у віці від 18 років та старших — 116,8 чоловіків також старших 18 років.
Середній дохід на одне домашнє господарство  становив 65 216 доларів США (медіана — 57 708), а середній дохід на одну сім'ю — 73 764 долари (медіана — 61 458). Медіана доходів становила 65 625 доларів для чоловіків та 37 083 долари для жінок. За межею бідності перебувало 16,4 % осіб, у тому числі 39,3 % дітей у віці до 18 років та 3,6 % осіб у віці 65 років та старших.
Цивільне працевлаштоване населення становило 376 осіб. Основні галузі зайнятості: освіта, охорона здоров'я та соціальна допомога — 16,0 %, транспорт — 15,4 %, сільське господарство, лісництво, риболовля — 13,8 %.